# Christine Peltre
Pour les articles homonymes, voir Peltre (homonymie).

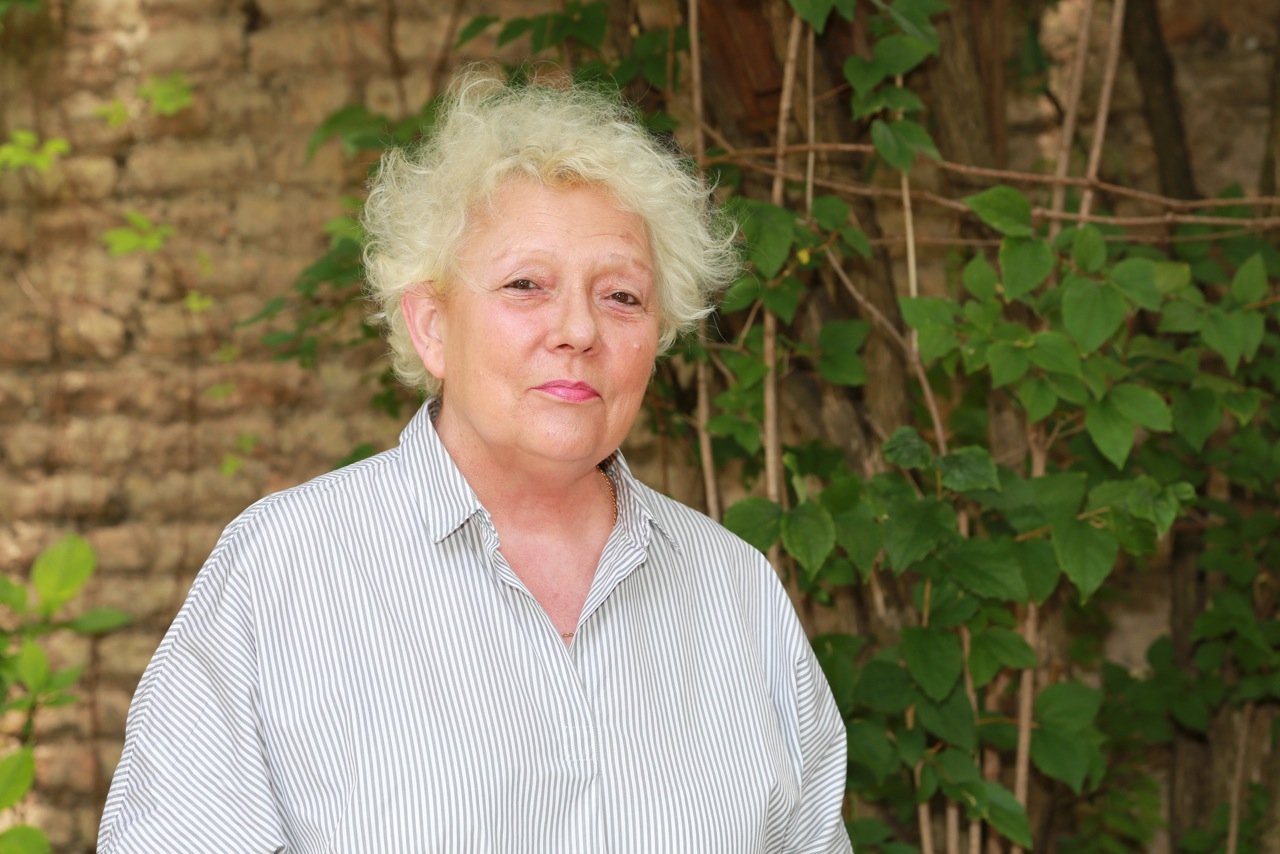
Christine Peltre

Christine Peltre est une historienne de l’art contemporain française (XIXe - XXe siècles).

## Biographie
Après l’agrégation de lettres classiques (1974), Christine Peltre a suivi des études d’Histoire de l'art (thèse de doctorat d’État, 1993, Université de Paris IV-Sorbonne) et enseigné dans les universités de Nancy (1981-1988), Paris-Sorbonne (1988-1994) et Strasbourg où elle est professeur d’Histoire de l’art contemporain depuis 1994.
Elle consacre ses travaux à l’art des XIXe et XXe siècles, en privilégiant l’étude des représentations et pratiques d’artistes, ainsi que celle du voyage et de l’orientalisme, en croisant les approches littéraires et visuelles, au contact des réalités géographiques.
Christine Peltre a été directrice de l’Institut d’Histoire de l’art de l’université de Strasbourg entre 2002 et 2013. Elle a été présidente du Comité français d’Histoire de l’art (CFHA) de 2014 à 2021 (elle en est actuellement membre d'honneur). Depuis 2025, elle est directrice éditoriale de la revue Péristyles, cahier des Amis du Musée des Beaux-Arts de Nancy.
Elle est la sœur de Bruno Peltre, pianiste, et de Gérard Peltre, chirurgien.

## Ouvrages
- L’atelier du voyage. Les peintres en Orient au XIXe siècle (Gallimard, collection "Le Promeneur", 1995)
- Les Orientalistes (Hazan, 1997 – nouvelle édition augmentée : mars 2018) – (traduction anglaise : Orientalism in Art, New-York, Abbeville Press, 1998)
- Retour en Arcadie. Le voyage des artistes français en Grèce au XIXe siècle (Klincksieck, 1997)
- Théodore Chassériau (1819-1856) (Gallimard, 2001)
- Dictionnaire culturel de l'Orientalisme (Hazan, 2003 – nouvelle édition augmentée : 2008)
- Orientalisme (Terrail, 2004) (traduction anglaise : Orientalism)
- Les arts de l’Islam. Itinéraire d’une redécouverte, (Gallimard, coll. « Découvertes Gallimard/Arts » (no 491), 2006)
- Le Voyage de Grèce. Un atelier en Méditerranée (Citadelles & Mazenod, 2011)
- Eugène Delacroix. La Matière ardente (Nouvelles éditions Scala, 2012)
- Femmes ottomanes et Dames turques. Une collection de cartes postales (1880-1930) (Bleu autour, 2014) (traduction en turc : Osmanli’dan Cumhiriyet’e Kadinlar, Yapi Kredi Yayinlari, 2015)
- L'École de Metz. Figures et pratiques d'artistes au XIXe siècle (Éditions du Quotidien, 1988 – nouvelle édition augmentée : 2014)
- Le voyage en Afrique du Nord, Images et mirages d'un tourisme (Bleu autour, collection "D'un regard l'autre", 2018)
- Vers l'Orient, Géographies d'un désir (L'atelier Contemporain, collection "Essais Sur L'Art", 2021)

## Choix d'articles
- « "Une idée du soleil" », dans Emmanuelle Amiot-Saunier (dir.), L'Orient des peintres. Du rêve à la lumière, catalogue d'exposition, Paris, musée Marmottan Monet (7 mars - 21 juillet 2019), Paris : musée Marmottan Monet ; Vanves : Hazan, 2019, p. 116-172 (édition bilingue ; « "An Idea of the Sun" », p. 116-172).
- « Affinités picturales, entre expressions symbolistes et recherches identitaires », La Revue de la BNU, no 19, 2019, Bibliothèque nationale et universitaire de Strasbourg, p. 76-83. Disponible en ligne : DOI 10.4000/rbnu.2192. Disponible en letton : « Simbolistu izteiksmes un identitātes meklējumu gleznieciskā radniecība » (Astra Skrabāne, trad.) : DOI 10.4000/rbnu.2537.
- « Leïla ou les présences d'une beauté noyée », dans Claire Bessède et Grégoire Hallé (dir.), Un duel romantique : Le Giaour de Lord Byron par Delacroix, catalogue d'exposition, Paris, musée Eugène Delacroix (18 novembre 2020 - 23 août 2021), Paris : Louvre éditions ; Paris : Le Passage, 2020, p. 49-59.
- « "Le temps où l'Alsace dansait". Scènes pittoresques au Salon de Paris (1860-1914) » et « Edmond About (1828-1885) et "les influences de clochers" » dans Maëva Abillard et Marie Pottecher (dir.), Alsace. Rêver la province perdue : 1871-1914, catalogue d'exposition, Paris, musée national Jean-Jacques Henner (6 octobre 2021 - 7 février 2022), en partenariat avec le Musée alsacien de Strasbourg, 2021, p. 39-50 et 137.
- « Introduction : Un voyage et ses ports » et « Du "Musée de Marine" à L'Amphisbène : les navigations de Henri de Régnier », dans Christine Peltre (dir.), La Croisière. Imaginaires maritimes (XIXe – XXIe siècles), Paris : Mare&Martin (avec le concours de l'Université de Strasbourg), 2020, p. 15-24 et p. 189-206.
- Introduction, dans Jérôme Fourmanoir (dir.), Rêve d'Orient, catalogue d'exposition, Nemours, Château-musée (27 novembre 2021 - 27 mars 2022), Nemours : Château-musée, 2021, p. 9-11.
- « Une histoire, une géographie, un songe », dans Catherine Delot et al., Mirages, collections orientalistes des musées de Reims et Châlons-en-Champagne, catalogue d'exposition, Châlons-en-Champagne, musée des Beaux-Arts et d'Archéologie (18 juin - 19 septembre 2022), Ville de Châlons-en-Champagne, 2022, p. 10-13.
- « Le passé rendu présent », dans Jean-Marcel Humbert (dir.), Egyptomania. La collection Jean-Marcel Humbert, catalogue d'exposition, Grenoble, musée dauphinois (5 novembre 2022 - 27 novembre 2023), Lyon, Libel, 2022, p. 146-155.
- « '"L’Orient s’en va !" Échos artistiques en France des réformes vestimentaires à l’ère des Tanzimat », dans Nicolas Dufetel et Sarga Moussa (dir.), Voyages croisés entre l’Europe et l’Empire ottoman au xixe siècle. Écrivains, artistes et musiciens à l’époque des Tanzimat, Istanbul : Les Éditions Isis, Coll. Les cahiers du Bosphore (vol. 115), 2023.
- « Le "pirate doré de la Méditerranée" », dans Félix Ziem (1821-1911). Saisir la lumière, catalogue d'exposition, Évian, Palais Lumière (17 décembre 2023 - 21 avril 2024), Milan, Silvana Editoriale, 2023, p. 13-21.
- « Autres approches, nouveaux chantiers » (éditorial), dans Christine Peltre (dir.), Revue de l’Art, no 222/2023-4, Paris : Éditions Ophrys, 2023, p. 5-6. Disponible en ligne : https://shs.cairn.info/revue-de-l-art-2023-4?lang=fr.
- « L'Orient des maîtres », dans Véronique Meyer, Damien Tellas, Élodie Vaysse et Bruno Guilois (dir.), Retraites savantes. L'art au XVIIe siècle. Mélanges en l'honneur d'Alain Mérot, Paris-New York, Le Passage Editions, 2024, p. 233-235.
- « Dominique Papety, peintre d'une histoire méditerranéenne », dans Marie-Charlotte Calafat et Raphaël Bories (dir.), Méditerranées. Inventions et représentations, catalogue d'exposition, Marseille, Mucem (5 juin 2024 - 31 décembre 2026), Marseille : Mucem ; Paris : Grand Palais RMN, 2024, p. 89-96.
- « Sur les routes de Grèce : portefeuilles et carnets », dans Daniela Lefèvre-Novaro et Claude Lorentz (dir.), Dessiner la Grèce : l’œil et la main de Carl Haller von Hallerstein, Strasbourg : Presses universitaires de Strasbourg, coll. "Savoirs collectés", 2024, p. 43-68.
- « Une rentrée orientale : autour du colloque des 14 et 15 novembre à Nancy », dans Péristyles, no 63, cahiers de l’association Emmanuel Héré, Nancy : musée des Beaux-Arts de Nancy, juin 2024.
- « Relais pour Péristyles. Entretien sur une expérience éditoriale d'une revue d'art » (entretien avec Paul Vert), dans Péristyles, no 64, cahiers de l’association Emmanuel Héré, Nancy : musée des Beaux-Arts de Nancy, décembre 2024, p. 62-63.
- « The Light and Shade of Orientalism », dans Alexandra Bounia (dir.), Seeing is Believing. The Art and Influence of Jean-Léon Gérôme, catalogue d'exposition, Doha, Mathaf: Arab Museum of Modern Art (2 novembre 2024 - 22 février 2025), Milan : Silvana Editoriale ; Doha : Qatar Museums, 2024, p. 12-19.
- « Un moderne Boabdil », dans Damien Chantrenne (dir.), Henri Regnault. Le sabre et le pinceau, catalogue d'exposition, Saint-Cloud, musée des Avelines (3 avril - 13 juillet 2025), ville de Saint-Cloud, 2025, p. 43-60.
- « Une âme d'Oriental », dans Marie-Sophie Carron de la Carrière (dir.), Paul Poiret. La mode est une fête, catalogue d'exposition, Paris, musée des arts décoratifs (25 juin 2025 - 11 janvier 2026), Paris : Gallimard, 2025, p. 29-32.